# يارانكاش
يارانكاش (أو يارانقاش) (توفي 1146)، كان عبداً فرنجياً اغتال مالكه عماد الدين زنكي، أتابك حلب. يقول المؤرخ الدمشقي ابن القلانسي:
تآمر العبد الفرنجي يارانكاش لاغتياله في سبتمبر 1146، بعد أن هدده عماد الدين زنكي وهو مخمور بالعقاب لأنه شرب من كأسه.
"...كان يارانكاش أحد مرافقي الزنكي، وكان له مودة خاصة وكان يسعد بصحبته... والذي كان يحمل ضغينة سرية ضده بسبب بعض الأذى الذي تعرض له سابقًا على يد الأتابك، كان قد وجد فرصة عندما كان عماد الدين غير مُحترس في حالة سُكر، وبالتواطؤ ومساعدة بعض رفاقه من الحاضرين، اغتالوه أثناء نومه عشية الأحد 6 ربيع الآخر (ليلة السبت 14 سبتمبر)."
وطعن يارانكاش الأتابك عدة مرات ثم هرب إلى قلعة جعبر ومنها إلى دمشق "واثقاً بأنه سيكون آمناً هناك، مقدماً فعلته علناً كادعاء للاعتبار، ويتخيل أنه سيكون موضع ترحيب". وبدلاً من ذلك قام الوالي معين الدين أنر باعتقاله وأرسله إلى نور الدين ابن عماد الدين في حلب. ثم أرسله نور الدين إلى أخيه سيف الدين غازي في الموصل حيث أعدمه.